# 定家仮名遣
定家仮名遣（ていかかなづかい）とは、仮名遣いの規範の一種。平安時代末から鎌倉時代初期にかけての公家藤原定家がはじめたもので、明治に至るまで一定の支持を得た。

## 概要
定家仮名遣は、藤原定家の著書『下官集』を起りとする。『下官集』の成立年代については、浅田徹は1210年代後半としている。この中にある「嫌文字事」（文字を嫌ふ事）に仮名遣いの用例が記されており、定家はこれに沿って写本における仮名遣いを定めた。この『下官集』の仮名遣いが南北朝時代に至り、源親行の孫行阿が著した『仮名文字遣』において語例が増補される。この『仮名文字遣』に記される仮名遣いを行阿仮名遣（ぎょうあかなづかい）とも呼ぶが、これが広く定家仮名遣の名をもって呼ばれるものであり、明治時代に歴史的仮名遣が仮名遣いの規範とされるまで用いられた。

## 『下官集』以前
今日までの国語学・言語学の研究では、10世紀後半から12世紀にかけて、日本語に以下の音韻変化が発生したと推測されている。
- ア行「お」/o/の音が、ワ行「を」/wo/の音に変化し合流
- 語頭以外のハ行/ɸ/の音が、ワ行/w/の音に有声変化（ハ行転呼の項参照）
- ワ行「ゑ」/we/の音が、ア行「え」/e/の音に変化合流しつつあった（ただしこの/we/と/e/の違いについては、定家自身はなんとか区別できていたという）

さらに13世紀半ばには、ワ行「ゐ」/wi/の音もア行「い」/i/へと変化した。これにより「を・お」、「え・ゑ・へ」、「い・ゐ・ひ」などの仮名に発音上の区別がなくなり、どの言葉にどの仮名を当てるのかということについて動揺が起きていた。その用例を規定したものが定家の定めた仮名遣いや行阿の著した『仮名文字遣』であったとされる。但し、定家が仮名遣いを定める以前の仮名遣いは、ただひたすら混乱するだけだったわけではない。
仮名が音韻の変化により、その表記のあり方に影響を受けたことは確かである。「ゆゑ」（故）は「ゆへ」と書くようになったり、格助詞の「を」も「お」と書かれたりする例が出ていたが、音韻とは関わりなく表記の一定していた言葉もあった。「こひ」（恋）は音韻変化によりその発音が[ko-ɸi]から[ko-wi]に変化しており、[wi]の音に対応する仮名は「ゐ」であったが、文献上「こひ」という表記は変わっておらず、同じ仮名で書く「こひ」（鯉）は、『仮名文字遣』では「こひ」・「こゐ」・「こい」などという表記が見られ一定していない。ほかにも「おもふ」など終止形や連体形の活用語尾が「ふ」となるものは類推によって、「ならふ」や「かなふ」が「ならう」「かなう」などと書かれることはなく、使用頻度の高い言葉ほど、その表記のあり方すなわち仮名遣いは変わらなかった。「ゆへ」のようにもとの表記とは食い違う例も出てはいたが、その後はその変化した表記が維持されている。「こひ」（鯉）の表記が定まらなかったのは、当時の教養層が仮名文においてほとんど取り上げることのない言葉だったからである。
要するに定家以前の仮名遣いのありようは、仮名を使う上で不都合のない程度に落ち着いていた。音韻の変化に仮名がそのまま従うことは、それまでの半ば慣習化した言葉の表記が書き換えられることになるが、それでは仮名で書いた文を人に読んでもらおうと思っても意味が通じないということになりかねない。上で取り上げた「こひ」（恋）が「こい」だとか「こゐ」などと書かれては、恋という意味で理解されなかったということである。馬渕和夫はこの慣習的に行なわれていた仮名遣いを「平安かなづかい」と呼んでいる。そんな中で定家が仮名遣いを定めなければならなかったのは、定家個人の事情による。それは、定家は定家本で知られるように数多の古典文学作品を書写した人物としても知られているが、定家が定めた仮名遣いとは、それら写本における仮名遣いを示すためのものだったからである。

## 『下官集』の仮名遣い
『下官集』の中にある「嫌文字事」（文字を嫌ふ事）では60ほどの語例を出して仮名遣いを定めているが、その語例の前には以下の前置きがある。原文は漢字文なので、漢字平仮名交じりの文にして引用する。「文字を嫌ふ」とは仮名を綴る上で文字を選択すること、要するに仮名遣いを定めることをいう。
この文の大意を要約すれば、以下のようである。
「仮名遣いについて、ほかの人は総じて気にすることがない。また先人たちもこのことについて、特に言及したことはなかった。以下に自分が定める仮名遣いは、人から見ればただの独りよがりのくだらないたわごとである。親しい者だろうと疎い者だろうと、また老いも若きも、これを見て自分と意を同じくする人は誰もいないだろう。まことにそれは道理というべきである。ましてその上、今の世の人が書くところの仮名遣いのでたらめさは、古人の用いてきたところをもはるかに超えている。この現状を、心の中で恨んでいる」
このなかで定家は、仮名遣いを定めることについては誰の考えにも拠らず、自分が全く新しく始めることだとしている。これは仮名遣いの例をあげたその最後にも、
と記しており、「右に定めた仮名遣いは、自分が師匠とする人から受けた説ではない。ただ自分の勝手な創意でしたことであり、古い時代の草子を見て判断した」ということで、やはりこの仮名遣いが自分で考えついたものであり、古くからの伝えや教えに基づくものではないことを強調している。
『下官集』の内容は和歌や仮名の綴り方、写本を作り用いる際の決まり等について記したものであり、それらは幼童に文字の綴り方を教えるなどといった類いのものではない。定家は朝廷に仕える公家であるとともに、和歌を業とする家すなわち歌詠みの家としても名を上げていた。それは単に和歌を詠むだけではなく、当時すでに古典とされた『古今和歌集』や『伊勢物語』といった文学作品を書き写し、またその本文の解釈を「説」と称して子孫に伝えることも重要事としていたのである。『下官集』の仮名遣いとは、それら写本を作るうえで本文を校訂し解釈を定めるためのものであった。つまり自分以外の人間が自分の写した本を見て、読みづらかったり理解しづらいことがないように本文の表記に決まりを設けておこうというのが、定家が仮名遣いを定めた目的だったのである。定家のいう「文字の狼藉」とは、歌詠みにとって重要なものであるはずの三代集をはじめとする歌書類の本文について、その仮名遣いが何の規範もない、いい加減なものであっては誤写誤読を招くことになるという意味の批判であった。
ただし定家は、「昔の人は仮名をまともに書き分けていた、それに比べて今の人たちの仮名遣いはでたらめだ」などといっているわけではない。定家からすれば、三代集等の写本を作るうえで仮名遣いをはじめとする表記のありように、特に関心を置かなかった「古人」や「先達」もまた「文字の狼藉」を繰り返していたと見ているのであり、ましてそれ以上の「文字の狼藉」を行なって平気でいる「当世の人」に至っては、話にならないといっているのである。しかし当時の学問において「師説」によらず新たに何かをなそうとすることは、相当な自信と覚悟のいることだったと見られるが、たとえそれが「僻事」と非難されようとも、定家にとっては「文字の狼藉」がないように本文を書写校訂することのほうが重要であると考えたのである。
では定家は何をもって仮名遣いを定めたのかといえば、『下官集』では仮名遣いの用例を「旧き草子」、すなわち「古い時代に書き写された仮名の文学作品」に求めたとしているが、その「旧き草子」とは定家が入手できたものに限られており、そこから導き出された仮名遣いは、音韻の変化する以前の用例を正確に記しているものではないことが確認されている。たとえば「ゆゑ」（故）は「ゆへ」と書くように定められている。しかしこれは定家の生きた当時においては「ゆへ」と書くほうが優勢であり、定家が目にした「旧き草子」にも「ゆへ」と記す例が多かったことにより、読んで理解し書き写すのに「ゆへ」であっても不都合ではない、むしろ「ゆゑ」などとしたのでは却って人々の理解を妨げると判断したからであった。
また当時いずれも[wo]の音となっていた「を」と「お」の仮名については、アクセントの高低によって高音を「を」に、低音を「お」に当てて使い分けていたことも、大野晋によって発見されている。これは、もし[wo]の音を含んだ言葉を仮名で書くのに「を」と「お」のいずれを書けばいいのか迷ったとき、例えば「置く」なら高音の「をく」、「奥」なら低音の「おく」というように、それを実際に発音してみればいずれに当てはまるのかがわかる。逆に「をく」、「おく」と書いておけば、それが「置く」、「奥」であるのがわかるというものであった。この高音と低音はいろは歌の「いろはにほへどちりぬるを」の「を」のアクセントと、「うゐのおくやま」の「お」のアクセントが、それぞれの基本となったと考えられているが、『下官集』では「を」には「緒之音」、「お」には「尾之音」という但し書きがついており、実際にはこの「緒」と「尾」の二つの言葉を口にすれば判断できるようにしている。このアクセントによる「を」と「お」の使い分けは、平安時代後半の11世紀末には成立していたと考えられる『色葉字類抄』にもすでに見られる。ただし定家はさらにこの「を」と「お」のほかに変体仮名の「𛄚」（越/・）を用い、アクセントに関わりなく「を」と「お」のいずれにも使える仮名文字とした。例をあげると、
あきのよを　いたづらにのみ　おきあかす　つゆはわがみの　うへにぞありける（『後撰和歌集』・秋中　よみ人しらず）
がある。この和歌の第三句「おきあかす」には「起き」と「置き」の掛詞が含まれるが、定家筆の『後撰和歌集』ではここに「越」の仮名を使い「越き」と書いている。『後撰和歌集』が編纂された当時は、「置き」と「起き」はいずれも「おき」であった。しかし定家の使い分けでは、「置き」の[wo]は上でも述べたように高音なので「をき」と書くが、「起き」の[wo]では低音なので「おき」と書かなければならない。だがそれでは、この言葉が掛詞であることが示せない。そこで「を」と「お」のどちらでも読み取れる手段として、「越」の仮名をアクセントとは関わりない文字として定め用いたのである。定家はほかにもこれら三つの仮名の使い分けによって、仮名の文をわかりやすく書写することに成功している。
定家は、のちの契沖のように古い文献を調べて仮名遣いを確かめようとしていたわけではない。ゆえにその仮名遣いには理論的な表記規則の根拠はないともいえるが、理論的であろうがなかろうが定家にしてみれば、上で述べた目的を果たすものであればそんなことはどうでもよかったのである。定家にとって仮名遣いの問題は古い文献の中にあったのではなく、仮名を綴る現場で起こっていることであった。定家は仮名遣いを定めることにより、写本の本文が当時の人々から見て読みやすいことを原則としていたのである。

## 『下官集』以後
『下官集』はその後、定家の自筆本をその息子藤原為家が所持していた。『下官集』の伝本には文永8年（1271年）10月15日の年紀がある奥書を持つものがあり、それによればこの日、「権大納言」という人物のもとに為家（この時すでに出家している）が定家自筆の『下官集』を持って訪れ、「権大納言」はその自筆本をすぐさまその場で書き写したという。この「権大納言」とは当時27歳だった西園寺実兼のことではなかったかともいわれるが、この奥書にはほかに為家が説いた事として、「を・お・越」、「ゐ・い・ひ」、「え・ゑ・へ」の仮名遣いのことについても触れており、特に「を・お・越」については実例をあげて解説している。これは定家の定めた仮名遣いがその子為家におおむね伝わり、また子孫以外の者にも説かれていた早い例として注目すべきものである。
『国語学大系』に収める『下官集』には、定家以外の者がのちに書き加えた他書からの引用、また仮名遣いの例について増補された部分があり、さらに同じ内容を繰り返すなど雑多な内容となっている。その奥書には弘安7年（1284年）7月と文永3年（1266年）4月、元徳元年（1329年）10月の年紀があり、これら奥書を加えた人物として「信昌」、「珍範」という署名が見られる。それらがどのような人物であったかは不明であるが、『下官集』とその中にある定家の定めた仮名遣いが、当時盛んに用いられていたことがうかがえる。また為家の没後、定家自筆の『下官集』は二条家が所持していたが、為家の息子冷泉為相は内容が増補された系統の本を、自らが鎌倉に下向した折などに書写して人に与えていたという。定家は古典の書写校訂というごく限られた目的で仮名遣いを定めたが、それが当時の教養層に広まり、新たに創作された作品にもその仮名遣いが使われるなど、改めて仮名文字を書き分けるための規範として使われるようになっていた。そしてそれは『下官集』に記されている以外の仮名遣いの用例を人々が要求することになり、のちに行阿が『仮名文字遣』を著す背景となったのである。
14世紀後半、行阿は『仮名文字遣』を著し、その中で「嫌文字事」をもとにして「を・お・ほ」、「わ・は」、「む・う・ふ」の諸例を大幅に増補した。『仮名文字遣』の序文冒頭には次のように見える。
これによれば『仮名文字遣』に記される仮名遣いは、行阿の祖父である親行が定家にその私家集である『拾遺愚草』の清書を頼まれたことがあったが、そのとき親行が仮名遣いについて提案したところ、定家の承認を受けたものがもとになっているとするが、この話は定家の権威を利用するための虚構であろうといわれている。また行阿は弘法大師によって作られたとされる「いろは仮名」四十七文字を神聖視しており、それらは発音が同じであっても使い分けるべきであるとした。その仮名遣いについては「を」と「お」をアクセントで区別するなど定家の使い分けに沿っているが、和歌で使われる言葉だけではなく日常で使う言葉も多く採られている。『仮名文字遣』は定家の権威も預って仮名遣いの規範として世に広まり、のちにその内容をさらに増補されながら用いられた。
しかし行阿が『仮名文字遣』を著したころ、日本語には大きなアクセントの変化が起こりつつあった。その変化のひとつとして、それまでのアクセントで低音の[wo]（お）だったものが、高音の[wo]（を）となる例が多く現れ、また現代語と同じように、二つ以上の言葉が複合語になるとアクセントが変化するようになっていたのである（それまでは複合語になっても、それぞれの言葉のアクセントは維持されていた）。これにより実際のアクセントがそれまで書いていた仮名遣いとは食い違うようになり、「を」と「お」をアクセントで書き分ける方法は完全に混乱する。このアクセントの変化について当時の人々は行阿も含めて自覚することができず、定家の定めた仮名遣いは「音にもあらず、儀（言葉の意味）にもあらず、いづれの篇（典籍）に付きてさだめたるにか、おぼつかなし」（『仙源抄』）という批判を受けることにもなったが、以後『仮名文字遣』はアクセントとは無関係の、慣例によって定められた仮名遣いとして使われることになる。
藤原定家によって権威づけをされた定家仮名遣は歌人や知識人を中心に行われ、一般にも仮名遣いの規範として知られた。それは歌人定家の権威だけで受け入れられていたわけではなく、仮名の正書法として当時の社会に認められ使われていたのである。しかし江戸時代になると国学者の契沖が、仮名遣いについての「研究」を元禄8年（1695年）に『和字正濫抄』として世に出し、定家仮名遣に見られる仮名遣いは古い文献（『万葉集』や『日本書紀』など）に見えるものとは食い違っており、誤りがあると批判した。それに対し、橘成員が定家仮名遣を擁護する立場から『倭字古今通例全書』を著して契沖に反論し、契沖はまたこれに反駁したが、結局それは仮名遣いについて、なぜそう書くのかの根拠を問う議論に終始してしまった。
その後、契沖の『和字正濫抄』は国学者の間に広く支持されたが、定家仮名遣は歌壇を中心に支持され続けた。表記の根拠がどうであろうと、それまで長らく尊重され使われてきた定家仮名遣は規範としてすでに認められており、これを使い続けるのに特段の不都合はなかったからである。そしてこの状況は『和字正濫抄』で説かれた契沖仮名遣を、明治政府が学校教育で採用する（いわゆる歴史的仮名遣の採用）まで続いた。現在では、定家仮名遣は学問的には歴史的な仮名遣の不完全なものとして見做されている。

## 定家の文字の遣い方
以下は本来仮名遣いに関わることではないが、定家の場合その定めた仮名遣いと密接に関わっていることなのであえて取り上げる。
定家は古典の書写校訂のために仮名遣いを定めたが、それは単に仮名遣いだけを定めて良しとしたわけではない。上で触れたように定家は「越」の変体仮名をアクセントに左右されない文字として使用していたが、ほかの変体仮名についても本を書き写す上での使い分けがなされていた。本を書き写していて1行を書き終えると、当然次の行に移ることになるが、定家はそのとき前の行と同じ仮名が並んだ場合には、違う字体の仮名を用いている。たとえば行頭に「あはれ」という言葉があり、その次の行もやはり「あはれ」という言葉で始めなければならない場合、以下のように変体仮名の「阿」を使って「阿はれ」と書いている。
あはれ………
阿はれ………
これは写本を作る上で同じ文字が複数の行に渡って横並びになると、目移りして書き落としや書き誤りをしやすいので、それを避けるための配慮であった。「越」の仮名も上で述べた掛詞のほかに、このように目移りさせない工夫のために使われており、定家の写本の中では「越」や「阿」以外の変体仮名でもこのような使い方が見られる。
また、当時の仮名の文は基本的に漢語を漢字で書くようになっていたが、漢語ではない和語も文章を読みやすくするために漢字で記されていた。『土佐日記』にも和語に漢字をあてて書く例が見られるが、定家はこうした和語に漢字をあてることについても、規範を設けて使い分けをしている。例えば「よる」と「よ」いずれも漢字では「夜」の字をあてる言葉には、「よる」は仮名書きとし「よ」は「夜」の漢字で書き記している。「夜」という漢字だけだと「よる」と「よ」いずれに読むのかわからないので、一方だけに漢字をあてるよう定めたのである。「よ」という一文字で書く言葉では、他の言葉に紛れて書き誤りなどしやすいという配慮からでもあった。これはほかにも「きぬ」・「ころも」では「ころも」だけに「衣」の漢字をあてるなどの例が見られる。それ以外にも、和語に適度に漢字をあてて読みやすくするよう配慮がなされている。
ほかにも『下官集』では、仮名を書き綴る際には意味のわかりづらい文字の続け方をしてはならないとか、和歌を2行に分けて書くときは上の句と下の句にそれぞれきちんと分けて書けというような記述が見られるが（『下官集』の項参照）、定家の定めた仮名遣いは、以上のような用字や書式のありかたの中に組み込まれて使われていたといえる。つまり写本の本文を書き記す上で、定家にとって文字をどのように綴りまた遣えば間違いがないかということを追求した結果、仮名遣いにも規範を設けたほうがよいと判断したということであり、その仮名遣いは本来こうした仮名の字体や漢字の遣い方ならびに書式と不可分のものであった。しかしのちの定家仮名遣ではこれらのような技術は伝わらず、ただ仮名遣いだけが仮名を書き分ける規範として伝わることになったのである。